# Liberal Democratici Scozzesi
I Liberal Democratici Scozzesi (in inglese Scottish Liberal Democrats, in gaelico scozzese Libearal Deamocratach na h-Alba, in scozzese Leeberal Democrats) è un partito politico liberale e liberal-sociale operante in Scozia
I Liberal Democratici Scozzesi costituiscono una delle tre componenti federative dei Liberal Democratici (le altre sono il gruppo gallese e quello inglese).
I Liberal Democratici Scozzesi detengono 4 dei 129 seggi del Parlamento scozzese e 4 dei 59 seggi destinati alla Scozia al Parlamento del Regno Unito. Alle ultime elezioni generali del 2019 il partito ha mantenuto il numero di seggi, nonostante la leader nazionale del partito Jo Swinson sia stata battuta nel suo collegio di East Dunbartonshire.

## Struttura

### Leader
| N°         | Immagine | Leader              | Inizio mandato | Fine mandato   |
| ---------- | -------- | ------------------- | -------------- | -------------- |
| 1          |          | Malcolm Bruce       | 3 marzo 1988   | 18 aprile 1992 |
| 2          |          | Jim Wallace         | 18 aprile 1992 | 23 giugno 2005 |
| 3          |          | Nicol Stephen       | 23 giugno 2005 | 2 luglio 2008  |
| ad interim |          | Michael Moore       | 2 luglio 2008  | 26 agosto 2008 |
| 4          |          | Tavish Scott        | 26 agosto 2008 | 7 maggio 2011  |
| 5          |          | Willie Rennie       | 17 maggio 2011 | 20 luglio 2021 |
| ad interim |          | Alistair Carmichael | 20 luglio 2021 | 20 agosto 2021 |
| 6          |          | Alex Cole-Hamilton  | 20 agosto 2021 | in carica      |

### Vice leader
| N° | Immagine | Vice leader         | Inizio mandato    | Fine mandato      |
| -- | -------- | ------------------- | ----------------- | ----------------- |
| 1  |          | Michael Moore       | 2 novembre 2002   | 20 settembre 2010 |
| 2  |          | Jo Swinson          | 20 settembre 2010 | 23 settembre 2012 |
| 3  |          | Alistair Carmichael | 23 settembre 2012 | 3 dicembre 2021   |
| 4  |          | Wendy Chamberlain   | 3 dicembre 2021   | in carica         |

## Risultati

### Elezioni al Parlamento del Regno Unito
La tabella mostra i risultati elettorali dei Liberal Democratici Scozzesi, dalla loro prima elezione del 1992. Il numero totale dei seggi e la percentuale di voto è riferita solamente alla Scozia. Per risultati precedenti al 1992, fare riferimento al Partito Liberale Scozzese.
| Elezioni | % Voto | Seggi   | Risultato delle elezioni                      |
| -------- | ------ | ------- | --------------------------------------------- |
| 1992     | 13,1   | 9 / 72  | Maggioranza assoluta dei Conservatori         |
| 1997     | 13,0   | 10 / 72 | Maggioranza assoluta dei Laburisti            |
| 2001     | 16,3   | 10 / 72 | Maggioranza assoluta dei Laburisti            |
| 2005     | 22,6   | 11 / 59 | Maggioranza assoluta dei Laburisti            |
| 2010     | 18,9   | 11 / 59 | Coalizione Conservatori e Liberal Democratici |
| 2015     | 7,5    | 1 / 59  | Maggioranza assoluta dei Conservatori         |
| 2017     | 6,8    | 4 / 59  | Governo di minoranza dei Conservatori         |
| 2019     | 9,5    | 4 / 59  | Maggioranza assoluta dei Conservatori         |
| 2024     | 9,7    | 6 / 57  | Maggioranza assoluta dei Laburisti            |

### Elezioni al Parlamento scozzese

L'arancione indica i seggi ottenuti dai liberal democratici alle elezioni parlamentari in Scozia del 2021.

| Anno | Percentuale (collegi) | Percentuale (liste) | Seggi    | Posizione | Esito                 |
| ---- | --------------------- | ------------------- | -------- | --------- | --------------------- |
| 1999 | 14%                   | 12%                 | 17 / 129 | Quarto    | Governo di coalizione |
| 2003 | 15%                   | 12%                 | 17 / 129 | Quarto    | Governo di coalizione |
| 2007 | 16%                   | 11%                 | 16 / 129 | Quarto    | Opposizione           |
| 2011 | 7,9%                  | 5,2%                | 5 / 129  | Quarto    | Opposizione           |
| 2016 | 7,8%                  | 5,2%                | 5 / 129  | Quinto    | Opposizione           |
| 2021 | 6,9%                  | 5,1%                | 4 / 129  | Quinto    | Opposizione           |